# Gitta von Cetto
Gitta von Cetto (Ehename in 2. Ehe: Brigitta Seuffert; * 6. Februar 1908 in Landsberg am Lech als Brigitta Henriette von Cetto; † 26. April 2010) war eine deutsche Schriftstellerin und Journalistin.

## Leben
Gitta von Cetto war die Tochter des Landstallmeisters Albert von Cetto und seiner Frau Cesca, geb. Rocca. Gitta von Cetto erhielt ihre schulische Ausbildung an einem Realgymnasium. Sie war in erster Ehe mit Erich von Bonin (1900–1944) verheiratet und in zweiter Ehe ab 1940 mit dem Juristen Jörn Seuffert († 1945). Cetto lebte in Reichertshausen/Ilm, in München und zuletzt in Capoliveri auf der Insel Elba. 
Gitta von Cetto veröffentlichte als Journalistin feuilletonistische Beiträge in Zeitungen und Zeitschriften sowie zahlreiche Romane, die der Unterhaltungsliteratur zuzurechnen sind. Daneben verfasste Cetto Drehbücher zu Spielfilmen und Fernsehserien.

## Werke
- Er, Hamburg 1944
- Die kleine Welt, Berlin-Schildow 1944
- Wohin du treibst, Hamburg 1945
- Frauen im Zwielicht, Ziemetshausen [u. a.] 1948
- Zwei um Pepitta, Memmingen 1948
- Wilde Ehe – halb so wild, Köln 1954
- Er war besser als sein Ruf, Rosenheim 1955
- Es traf die Schuldige, Rosenheim 1955
- Ein Griff in die Tasche, München [u. a.] 1955
- Sterne führen dich nach Haus, Rosenheim 1956 (zusammen mit Sophie Hartmann)
- Und das nennt sich Liebe!, München 1956
- Zu zweit lebt sichs besser, Rastatt/Baden 1956 (zusammen mit Sophie Hartmann)
- Bäume wachsen nicht in den Himmel, Stuttgart 1957
- Stefanie oder Die liebenswerten Torheiten, Stuttgart 1957
- Ehe man Ehemann wird, Stuttgart 1958
- Geliebter Alltag, Memmingen 1958
- Der lange Tag, Würzburg [u. a.] 1959 (zusammen mit Sophie Hartmann)
- Mann mit Anhang, Stuttgart 1959
- Gabriella oder Das Paradies für Schwindler, Stuttgart 1961
- Ein Kuß pro Jahr, München 1962
- So begann mein neues Leben, München 1962
- Wer liebt, hat Ärger, Gütersloh 1962
- Nicht immer ist es Liebe, Lichtenfels [u. a.] 1963
- Die Welt, von der man träumt, Stuttgart 1963
- … und dann kam Violetta, München 1964
- Auf Wiedersehn, Teresa, München 1965
- Wiedersehn mit Josi, München 1965
- Geheimnis um Reni, München 1966
- Mädchen mit Knacks, Stuttgart 1966
- Die schwere Entscheidung des Matthias Anwander, Hamburg 1966
- Achtzehn Jahre jung, München 1968
- Ein Herz bricht selten allein, München 1968
- Kamerad Vater, Stuttgart 1968
- Meine herrlichen Brüder, München 1968
- Eine nahm Geld, München 1968
- Mit Betti kam das Glück zurück, München [u. a.] 1971
- Philipps Haus, Frankfurt/M. [u. a.] 1971
- Die Drei von nebenan, Stuttgart 1974
- Strolch auf 4 Beinen, Stuttgart 1974
- Schwarzes Schaf mit hellen Flecken oder Hans im Glück, München 1975
- Spätere Heirat nicht ausgeschlossen, Berlin 1975
- Vera und Manuel, München [u. a.] 1975
- Ein Zwilling reist selten allein, München [u. a.] 1975
- Ferien bringen neue Freunde, München [u. a.] 1976
- Mein erster Liebesbrief, München [u. a.] 1977
- Mein Glück begann mit Bobby, München [u. a.] 1978
- Salli – Tage des Glücks, München [u. a.] 1979
- Halb so schön und halb so schlimm, Freiburg [u. a.] 1980
- Eine kam zurück, München 1980
- Mädchen in Weiß, München 1980
- Ein stürmischer Sommer, München [u. a.] 1980
- Im Zweifelsfall Liebe, München 1981
- Blumen für Eva, München 1982
- Ein Schloß für sieben, München 1982
- Cillis Geschichte, Berlin 1983
- Lenas besonderer Sommer, München [u. a.] 1983
- Der Sommer, als Markus kam, München [u. a.] 1983
- Tausche Vater gegen Hund!, Stuttgart 1985
- Für immer – deine Freundin Ruth, München 1989
- Ich freue mich auf morgen, München 1990
- Der Sommer der Träume, München 1990
- Jeden Tag hundert Pferde, München 1991
- Manchmal kommt alles ganz anders, München 1992
- Ich träum von einem Pferd, München 1995 (zusammen mit Tina Caspari)
- Meine beste Freundin, München 2000

## Drehbücher zu Spielfilmen
- 1958: Stefanie (1958)
- 1959: Liebe verboten, Heiraten erlaubt
- 1960: Stefanie in Rio

## Drehbücher zu Fernsehserien
- Die Bräute meiner Söhne (zusammen mit Fritz Böttger, 1965–1966)
- Ferien in Lipizza (zusammen mit Vladimir Carin und Hanns Wiedmann, 1966)
- Alle Hunde lieben Theobald (zusammen Fritz Böttger und Per Schwenzen, 1969–1970)